# Dvorsko kazalište Budima
Dvorsko kazalište Budima[nedostaje izvor] (mađarski: Várszínház) je najstarije mađarsko i prvo budimpeštansko kazalište. 

## Povijest
Sagrađeno je 1763. kao karmelićanska crkva i samostan te je 1787. pretvorena u kazalište. U kazalištu je 1790. izvedena prva predstava na mađarskom jeziku. 

## Vanjske poveznice
- Nemzeti Táncszínház (mađ.)